# Diplodia tiliae
Diplodia tiliae är en svampart som beskrevs av Fuckel 1870. Diplodia tiliae ingår i släktet Diplodia och familjen Botryosphaeriaceae.   Inga underarter finns listade i Catalogue of Life.